# Cinema da Somália
O cinema da Somalia faz referência à indústria cinematográfica na Somália, país localizado no leste do continente africano. As primeiras formas de exibição de filmes públicos no país foram os filmes documentários italianos que notificavam eventos durante o período colonial. Em 1937 o filme Sentinels of Bronze (premiado no Festival Internacional de Cinema de Veneza) foi produzido na Província da Somália com actores somalis quase na sua totalidade.
A raiz da rica tradição narrativa do povo somali, as primeiras longas-metragens e os festivais cinematográficos neste país surgiram no começo da década de 1960, imediatamente após o país ter conseguido a sua independência. Depois da criação do organismo regulador da Agência de Cinema Somali (SFA) em 1975, a industria cinematográfica local começou a expandir-se rapidamente. Nos anos de 1970 e princípios da década de 1980, os musicais populares conhecidos como riwaayado foram a principal força impulsionadora por trás da indústria cinematográfica somali.
Os filmes épicos e de época, bem como as co-produções internacionais seguiram o seu exemplo, facilitadas pela proliferação da tecnologia audiovisual e das redes de televisão nacionais. Nos anos de 1990 e 2000 surgiu uma nova onda de filmes mais comerciais e orientados para o simples entretenimento. Conhecido como Somaliwood, este novo movimento cinematográfico juvenil tem dado uma nova vida à indústria do cinema somali e, no processo, tem introduzido argumentos inovadores, estratégias de marketing e técnicas de produção.

## Filmes destacados
- Sentinels of Bronze (1937)
- Love Does Not Know Obstacles (1961)
- The Horn of Africa (1961)
- Miyo Iyo Magaalo (1968)
- Dan Iyo Xarrago (1973)
- A Somali Dervish (1983)
- The Somali Darwish (1984)
- The Parching Winds of Somalia (1984)
- Somalia Dervishes (1985)
- Ciyaar Mood (1986)
- Geedka nolosha (1987)
- A Conchiglia (1992)
- Rajo (2003)
- Xaaskayga Araweelo (2006)
- Carara (2009)
- Ambad (2011)
- Judaan (2016)

## Figuras notáveis

### Actores

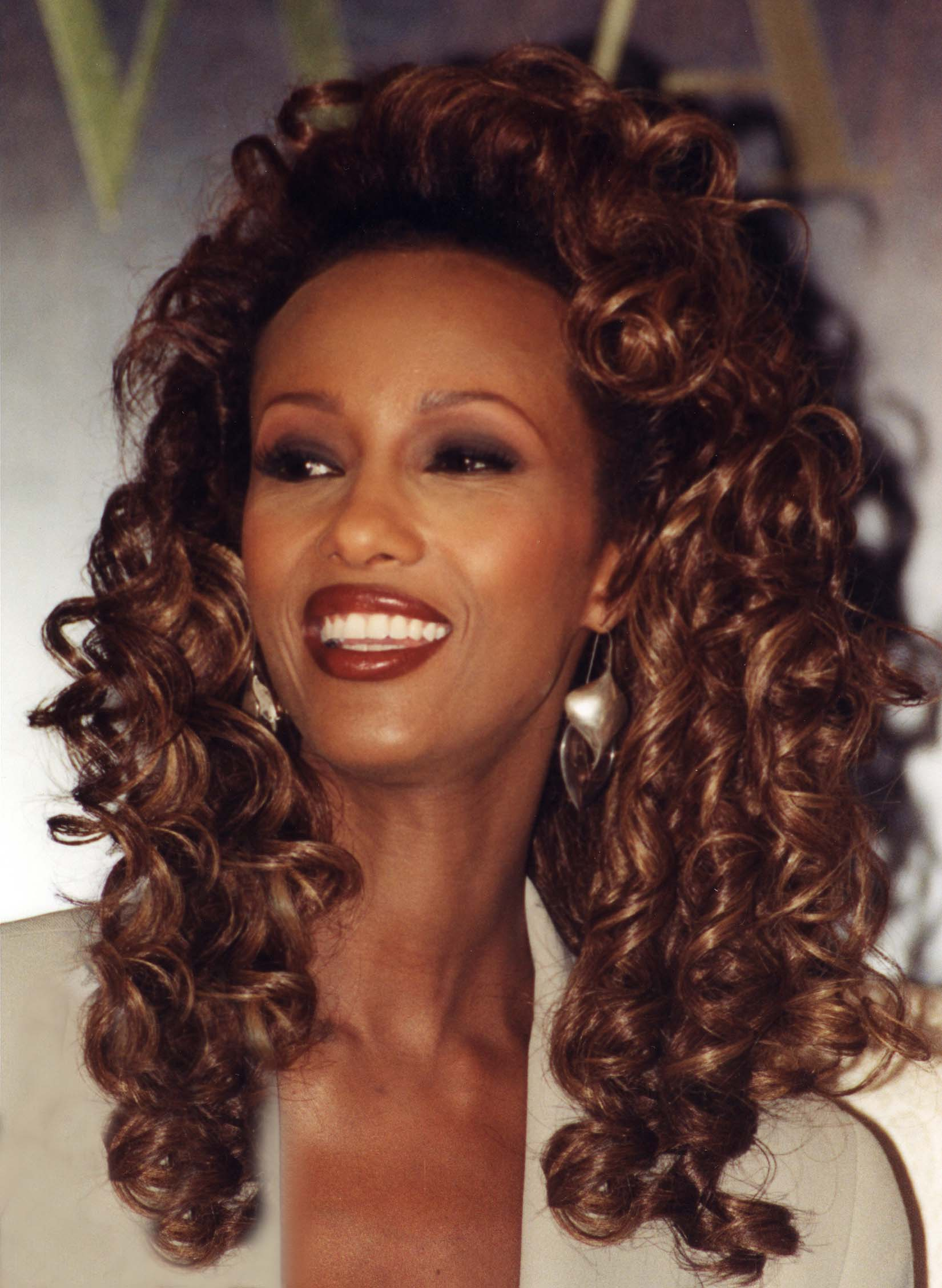
Iman, destacada actriz e modelo somali.

- Abdi Haybe
- Abdi Muridi Dhere
- Abdisalan Jimi
- Abdulkadir Mohamed Alasow
- Ciise Jawaan
- Abdulqadir Nurani
- Ali Hiran
- Awkuku
- Fathiya Saleban
- Hakima Aalin
- Halima Hila
- Iikar Jesto
- Ilka'ase
- Iman
- Jad Abdullahi
- Jeyte
- Mahamed Isman Inna
- Maki Haji Banadir
- Marshale
- Odey Abdulle
- Owdaango
- Owkoombe
- Sanqoole
- Soran Abdi Sugule
- Sharif Jeeg
- Uma Jama

### Directores
- Fuad Abdulaziz
- Hadj Mohamed Giumale
- Hassan Mohamed Osman
- Hussein Mabrouk
- Ibrahim Awad
- Ibrahim "Cunshur (Unshur)"
- Idil Ibrahim
- Jani Dhere
- Mo Ali
- Mohamed Fiqi
- Mohammed Goma Ali
- Mohiedin Khalief Abdi
- Nabiil Hassan Nur
- Nail Adam
- Omar Abdalla
- Liban Varre
- Saalim Bade
- Said Salah Ahmed

## Festivais
- Simpósio de Cinema Pan-africano e Árabe de Mogadiscio[4]
- Festival Internacional de Cinema Africano